# روسولف وولفباك
روسولف وولفباك عبارة عن مجموعة من كريغسمارينه الألمانية النازية في الحرب العالمية الثانية، وهي «زمرة ذئبية» من غواصات يو التي كانت تعمل خلال المراحل الأولى من معركة المحيط الأطلسي.

## خلفية
كانت الزمرة محاولة مبكرة من قِبل سلاح البحرية الالماني خلال الحرب العالمية الثانية لإستخدام تكتيك الزمرة الذئبية ضد قوافل الحلفاء. كانت عملياتها في يونيو 1940، في بداية «الوقت السعيد»، عندما جدد سلاح الغواصات النازي اهدافه في هجومه في حملة الأطلسي. كان اسم «روسولف» غير رسمي، مأخوذة من قائدها، هانس رودولف روسينغ. على عكس الزمر اللاحقة التي كان لها أسماء أكواد محددة، تم ترك هذا التكوين بدون تعيين رسمي.
في يونيو 1940، تلقت قيادة السفينة يو (BdU) معلومات استخبارية بأن قافلة كبيرة سوف تمر عبر المحيط الأطلسي إلى بريطانيا. ستتألف القافلة، US 3، من سبع سفن حربية، بما في ذلك RMS Queen Mary وستقوم RMS Queen Mary بنقل حوالي 25000 من القوات الأسترالية والنيوزيلندية. وقد تقرر تشكيل خط دورية قبالة ساحل إسبانيا، من أجل شن هجوم من الزمر الذئبية على القافلة. تحقيقًا لهذه الغاية، تجمع ثلاثة غواصات يو وتم التعزيز باثنتان آخرتان، على Cape Finisterre في إسبانيا. ستكون المجموعة تحت قيادة كورفيتنكابيتان روسولف، قائد أسطول سفن فيجنر السابع.

## غواصات يو المشاركة
- يو-29
- يو-43
- يو-46
- يو-48
- يو-101